# Instituto Geográfico de Weimar

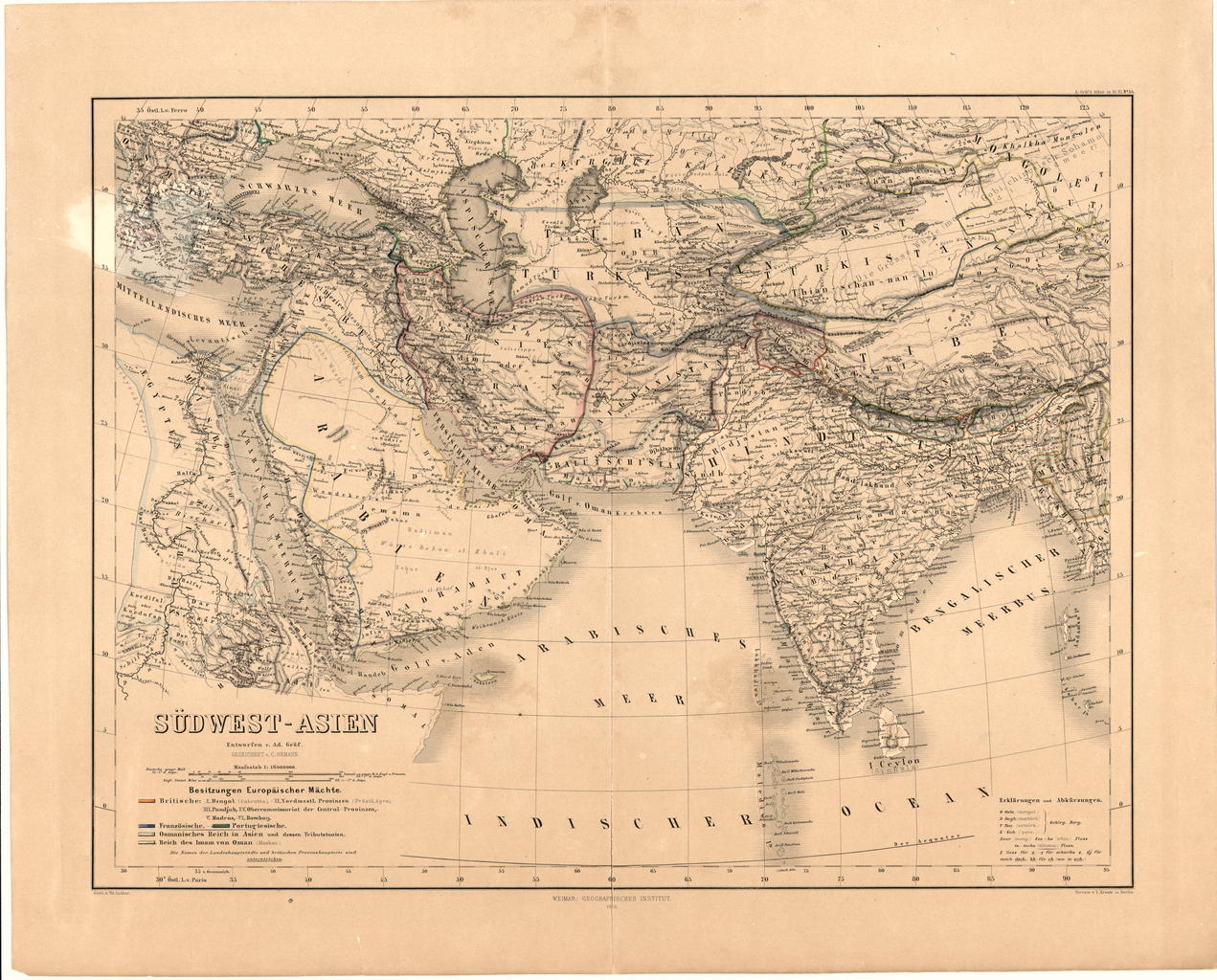
Sudeste asiático por Leopold Kraatz y Thomas Luther, 1866.

El Instituto Geográfico de Weimar (en alemán: Geographisches Institut Weimar) fue una compañía alemana dedicada a la distribución de mapas. Su sede se encontraba en Weimar, Alemania. La compañía fue fundada en 1804 e hizo globos terráqueos, anuarios y mapas. Friedrich Justin Bertuch dirigió la empresa después de su fundación. Además, los cartógrafos Adolf Stieler, Adam Christian Gaspari y Heinrich Kiepert, entre otros, trabajaron para la compañía.